# Don Mitchell
Pour les articles homonymes, voir Don Mitchell (homonymie) et Mitchell.
Don Mitchell, de son vrai nom Donald Michael Mitchell, est un acteur américain né le 17 mars 1943 à Houston (Texas) et mort le 8 décembre 2013 à Ancino (Californie). Il est surtout connu pour son rôle de Mark Sanger dans la série L'Homme de fer (1967-1975).

## Biographie
Adolescent, Don part du Texas pour poursuivre ses études en Californie. Il s'inscrit à l'université de l'UCLA et désire faire de la comédie. Très vite repéré, il joue de petits rôles dans des séries télévisées. Remarqué par Collier Young pour le rôle de Mark Sanger dans L'Homme de fer, il ne fera que très peu de choses à la fin de la série hormis quelques apparitions en tant que guest star dans des séries comme Wonder Woman ou bien encore Sergent Anderson. Il en est de même au cinéma à part le film culte de Blaxploitation Scream Blacula Scream en 1973.

## Vie privée
Il a été marié au modèle Emilie Blake de 1969 à 1970, qui lui donnera une fille, Dawn Mitchell. Il épouse en 1972 l'actrice Judy Pace. Le couple aura 2 enfants de cette union : l'actrice Julia Pace Mitchell et l'avocate Shawn Meshelle Mitchell. Don divorce en 1986 de Judy.

## Décès
Don Mitchell s'éteint en décembre 2013 de cause naturelle dans son sommeil chez lui à Encino.

## Filmographie

### Télévision
- 1965 : Mr Novak (série TV) : Chuck
- 1965-1966 : Jinny de mes rêves (I Dream of Jeannie) (série TV) (4 épisodes) : Sergent
- 1966 : Ma sorcière bien-aimée (Bewitched) (série TV) : Un officier de police
- 1966-1967 : Le Fugitif (The Fugitive) (série TV) (2 épisodes) : Un travailleur / Ken
- 1967 : L'Homme de fer (Ironside) (téléfilm) de James Goldstone : Mark Sanger
- 1967 : Le Virginien (The Virginian) (série TV) (2 épisodes) : Preble / Soldat Martin
- 1967 : Tarzan (série TV) : N'Duma
- 1967 : Insight (série TV) : Adam Walton
- 1967-1975 : L'Homme de fer (Ironside) (série TV) : Mark Sanger
- 1969 : Insight (série TV) : Leonard
- 1972 : The Bold Ones: The New Doctors (série TV) : Mark Sanger
- 1972 : McMillan (McMillan & Wife) (série TV) : Manny Sky
- 1972 : Short Walk to Daylight (téléfilm) de Barry Shear : Alvin
- 1976 : Medical Story (série TV) : rôle sans nom
- 1978 : Wonder Woman (The New Adventures of Wonder Woman) (série TV) : Docteur Samson
- 1979 : Police Story (série TV) : Enquêteur Ulrick
- 1980 : Chips (CHIP's) (série TV) : Tyrone
- 1985-1986 : Capitol (série TV) : Ed Lawrence
- 1993 : Le retour de L'Homme de fer (The Return of Ironside) (téléfilm) de Gary Nelson : Mark Sanger

### Cinéma
- 1967 : La Nuit des assassins (Warning Shot) de Buzz Kulik : Un protestant noir
- 1973 : Scream Blacula Scream de Bob Kelljan : Justin Carter
- 1991 : Perfume de Roland S. Jefferson : Sheldon